# Голдблатт, Петер
Пе́тер Го́лдблатт (африк. и англ. Peter Goldblatt, род. 8 октября 1943) — южноафриканский ботаник-систематик, работающий в Ботаническом саду Миссури, специалист по систематике семейства Ирисовые.

## Биография
Родился в Йоханнесбурге 8 октября 1943 года. В 1963 году поступил в Витватерсрандский университет, в 1966 году окончил его со степенью бакалавра.
С 1968 по 1972 год читал лекции в Кейптаунском университете. В 1971 году защитил диссертацию доктора философии.
С 1972 года — в Ботаническом саду Миссури в Сент-Луисе. Проводил исследования лекарственных свойств группы маков, родственных маку восточному, встречающихся в Турции и Иране, опубликовал ревизию секции Oxytona рода Мак. С 1975 года Голдблатт — куратор африканской ботаники в Ботаническом саду Миссури.
В 1979 году путешествовал по Израилю, Греции и Италии для исследования разнообразия рода Moraea. Автор ряда книг по ирисовым Южной Африки, одна из наиболее известных работ — The Color Encyclopedia of Cape Bulbs (2002).

## Некоторые публикации
- Manning J. C., Goldblatt P., Snijman D. A. The Color Encyclopedia of Cape Bulbs. — Portland, 2002. — 486 p. — ISBN 0-88192-547-0.
- Goldblatt P., Manning J. C. Cape plants: A Conspectus of the Cape flora of South Africa. — Pretoria, St. Louis, 2000. — 743 p. — ISBN 0-620-26236-2.

## Виды растений, названные именем П. Голдблатта
- Gladiolus goldblattianus Geerinck, 2001
- Villarsia goldblattiana Ornduff, 1999